# Liste des espèces végétales protégées en Franche-Comté
La liste des espèces protégées en Franche-Comté est une liste officielle définie par le gouvernement français, recensant les espèces végétales qui sont protégées sur le territoire de la région Franche-Comté, en complément de celles qui sont déjà protégées sur le territoire métropolitain. Elle a été publiée dans  un arrêté du 22 juin 1992.

## Bryophytes
- Bryum cyclophyllum (Schwaegr.) B. et S.
- Calliergon trifarium (Web. et Mohr) Kindb.
- Campylostelium saxicola (Web. et Mohr) B. S. et G.
- Cinclidium stygium Sw.
- Geheebia gigantea (Funck) Boul.
- Hyocomium armoricum (Brid.) Wijk et Marg.
- Meesia uliginosa Hedw.
- Paludella squarrosa (Hedw.) Brid.

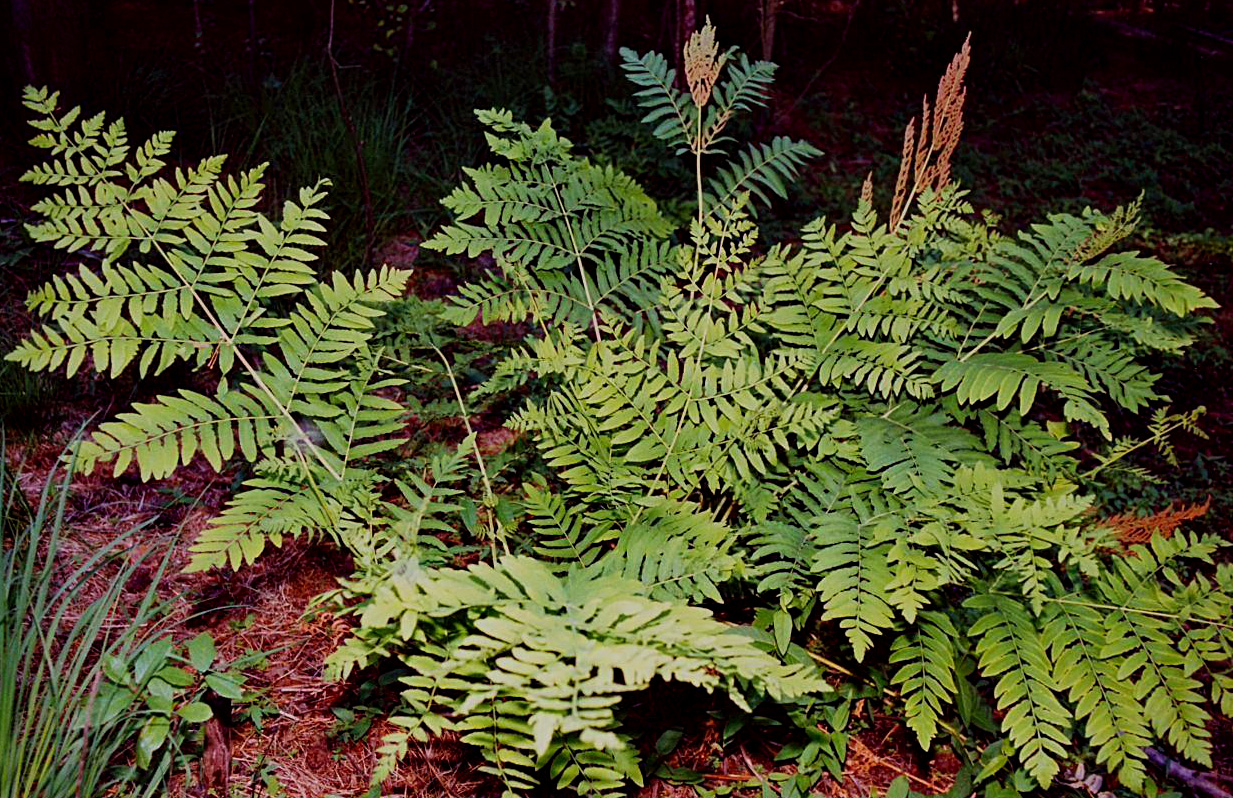
Osmunda regalis

- Splachnum ampullaceum Hedw.
- Tayloria tenuis (With.) Schimp.
- Tortella nitida (Lindb.) Broth.

## Ptéridophytes
- Adiantum capillus-veneris L. Cheveux de Vénus.
- Dryopteris remota (A. Braun ex Doll) Druce.
- Equisetum ramosissimum Desf. Prêle très rameuse.
- Equisetum variegatum Schl. Prêle panachée.
- Lycopodium clavatum L. Lycopode en massue.
- Osmunda regalis L. Osmonde royale.
- Polystichum setiferum (Forskal) Woynar Polystic à frondes soyeuses.
- Thelypteris palustris Schott Fougère des marais.

## Phanérogames angiospermes

### Monocotylédones

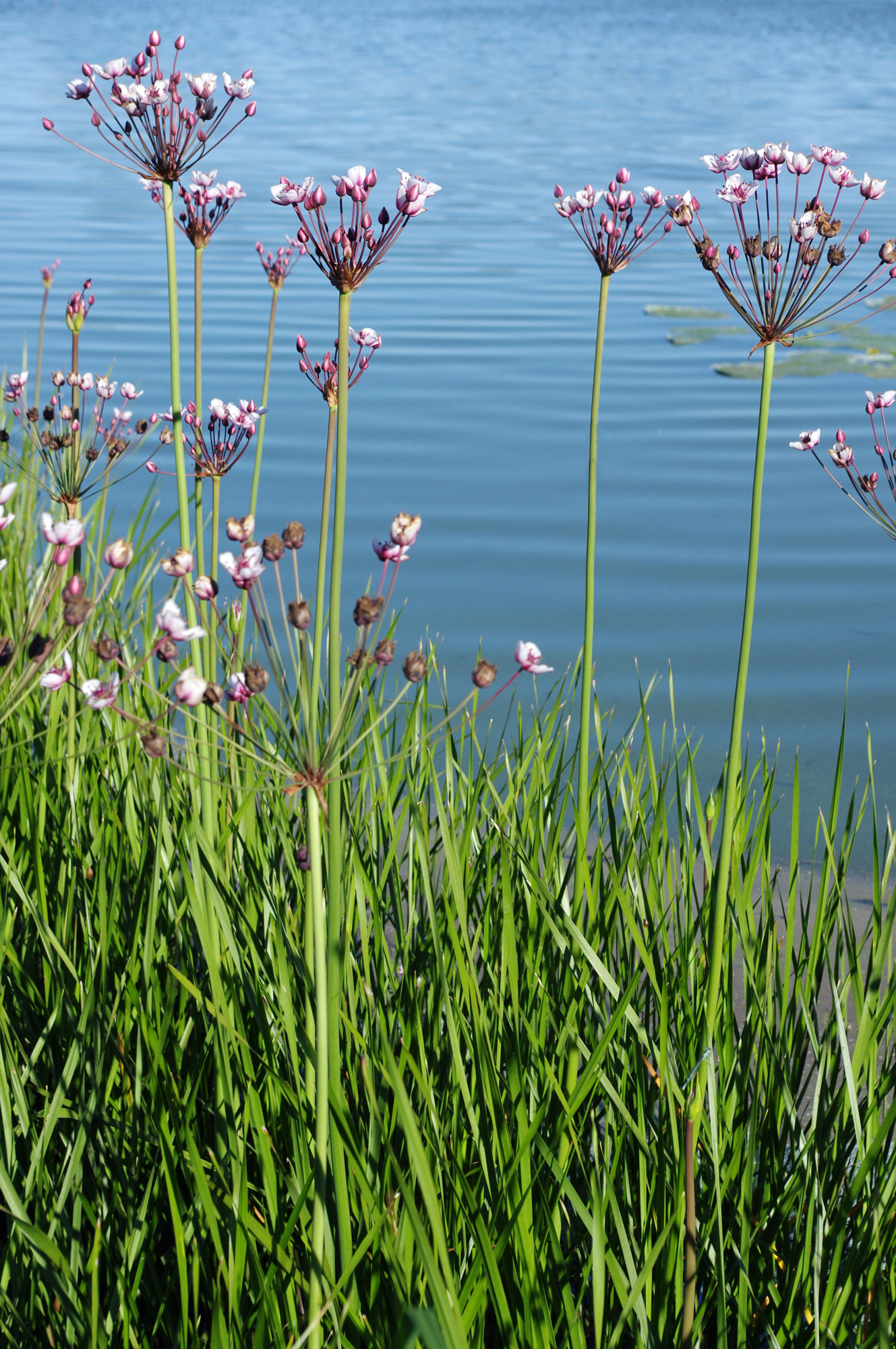
Butome en ombelle, ou jonc fleuri (Butomus umbellatus)

- Agrostis agrostiflora (Beck) Rausch Agrostide délicate.
- Baldellia ranunculoides (L.) Parl. Alisma fausse-renoncule.
- Butomus umbellatus L. Butome en ombelle.
- Calamagrostis stricta (Timm) Koeler Calamagrostide négligée.
- Carex cespitosa L. Carex en touffes.
- Carex depauperata Curt. Carex appauvri.
- Carex pseudocyperus L. Carex faux-souchet.
- Corallorhiza trifida Chatel Racine de corail.
- Crypsis alopecuroides Schrad. Crypsis faux-vulpin.
- Cyperus michelianus (L.) Kink Souchet de Micheli.
- Dactylorhiza traunsteineri (Sauter) Soo Orchis de Traunsteiner.
- Epipactis microphylla (Ehrh.) Swartz Épipactis à petites feuilles.
- Erythronium dens-canis L. Érythrone dent-de-chien.
- Festuca amethystina L. Fétuque améthyste.
- Fritillaria meleagris L. Fritillaire pintade.
- Gymnadenia odoratissima (L.) Rich. Orchis odorant.
- Herminium monorchis (L.) R. Br. Herminium.
- Limodorum abortivum (L.) Swartz Limodore sans feuilles.
- Muscari botryoides (L.) Miller Muscari en grappe.
- Najas marina L. Naïade majeure.
- Najas minor All. Naïade mineure.
- Nigritella rhellicani Teppner & E. Klein Nigritelle noire.
- Ophrys apifera Hudson Ophrys abeille.
- Ophrys sphegodes Miller Ophrys araignée.
- Orchis laxiflora Lam. Orchis à fleurs lâches.
- Orchis palustris Jacq. Orchis des marais.
- Orchis purpurea Huds. Orchis pourpre.
- Orchis simia Lam. Orchis singe.
- Platanthera chlorantha (Custer) Reichenb. Orchis vert.
- Potamogeton acutifolius Link Potamot à feuilles aiguës.
- Potamogeton alpinus Balbis Potamot des Alpes.
- Potamogeton compressus L. Potamot à tige comprimée.
- Potamogeton filiformis Pers. Potamot filiforme.
- Potamogeton gramineus L. Potamot à feuilles de graminée.
- Potamogeton praelongus Wulfen Potamot allongé.
- Pseudorchis albida (L.) Love. Orchis blanc.
- Rhynchospora fusca (L.) Aiton fil. Rhynchospore brun.
- Scirpus fluitans L. Scirpe flottant.
- Scirpus mucronatus L. Scirpe mucroné.
- Scirpus triqueter L. Scirpe à trois angles.
- Sparganium angustifolium Michx Rubanier à feuilles étroites.
- Sparganium minimum Wallr. Rubanier mineur.
- Spiranthes spiralis (L.) Chevall. Spiranthe d’automne.
- Stipa pennata L. Stipe penné.
- Stratiotes aloides L. Ananas d’eau.
- Streptopus amplexifolius (L.) DC. Streptope à feuilles embrassantes.
- Triglochin palustris L. Troscart des marais.

### Dicotylédones
- Aconitum anthora L. Aconit anthora.
- Adenocarpus complicatus (L.) Gay. Adénocarpe plié.
- Alnus viridis (Chaix) DC. Aulne vert.

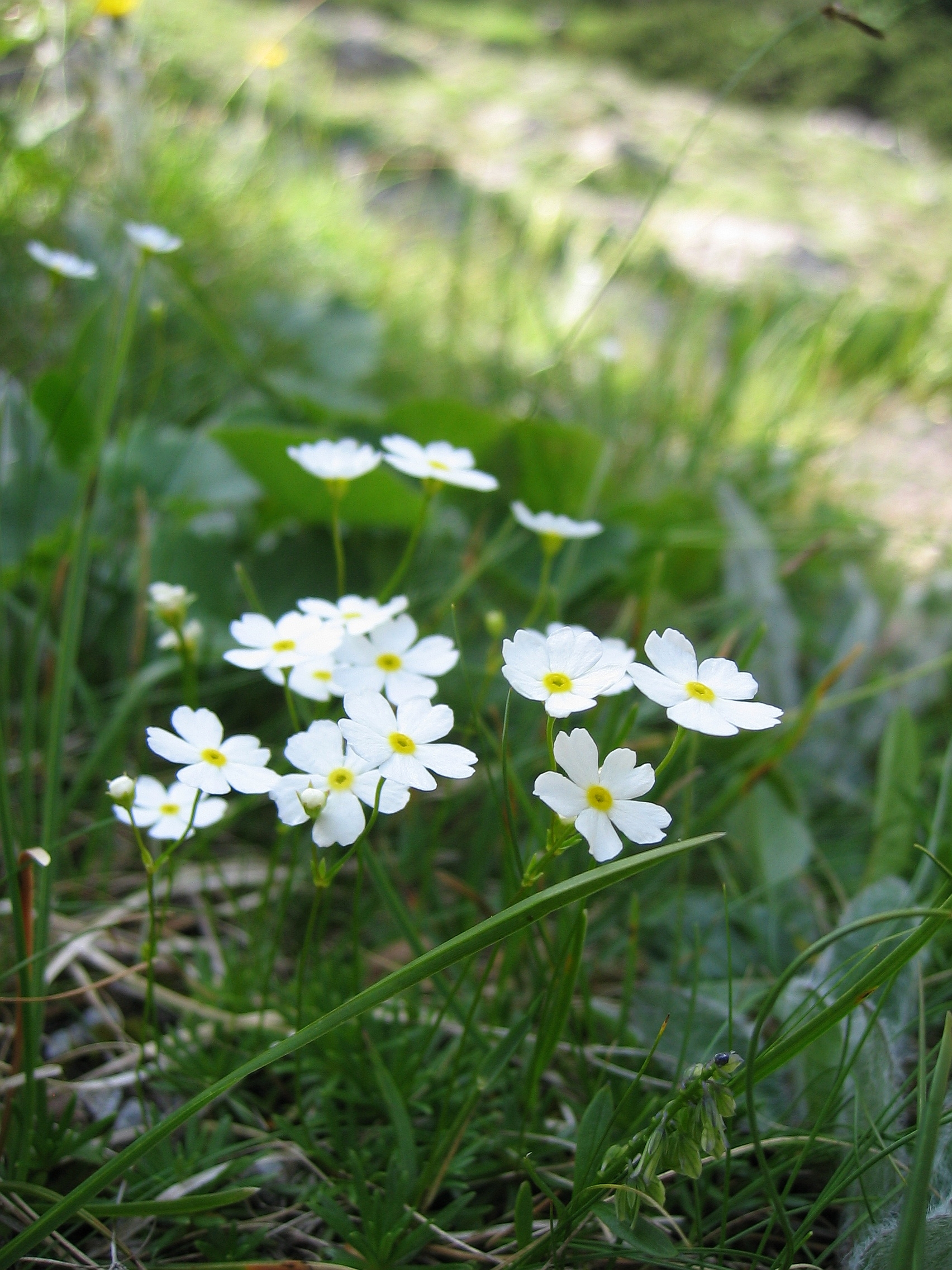
Androsace lactée (Androsace lactea)

- Alyssum montanum L. Alysse des montagnes.
- Androsace lactea L. Androsace couleur de lait.
- Anemone narcissiflora L. Anémone à fleurs de narcisse.
- Anthyllis montana L. Anthyllide des montagnes.
- Arabis stricta Huds. Arabette dressée.
- Arctium nemorosum Lej. Bardane des forêts.
- Asperula tinctoria L. Aspérule des teinturiers.
- Aster alpinus L. Aster des Alpes.
- Bombycilaena erecta (L.) Smolj. Gnaphale dressé.
- Bupleurum ranunculoides L. Buplèvre fausse-renoncule.
- Campanula latifolia L. Campanule à larges feuilles.
- Campanula thyrsoides L. Campanule en thyrse.
- Cicuta virosa L. Ciguë vireuse.
- Circaea alpina L. Circée des Alpes.
- Circaea intermedia Ehrh. Circée intermédiaire.
- Coronilla coronata L. Coronille couronnée.
- Crepis aurea (L.) Cass. Crépide doré.
- Daphne alpina L. Daphné des Alpes.
- Daphne cneorum L. Daphné camélée.
- Descurainia sophia (L.) Webb. Sisymbre sagesse.
- Dianthus gratianopolitanus Vill. Œillet bleuâtre.
- Dipsacus laciniatus L. Cardère à feuilles laciniées.
- Dryas octopetala L. Driade à huit pétales.
- Elatine triandra Schkuhr Élatine à trois étamines.
- Empetrum nigrum L. Camarine noire.
- Epilobium alsinifolium Vill. Épilobe à feuilles d’alsine.
- Epilobium anagallidifolium Lam. Épilobe à feuilles de mouron.

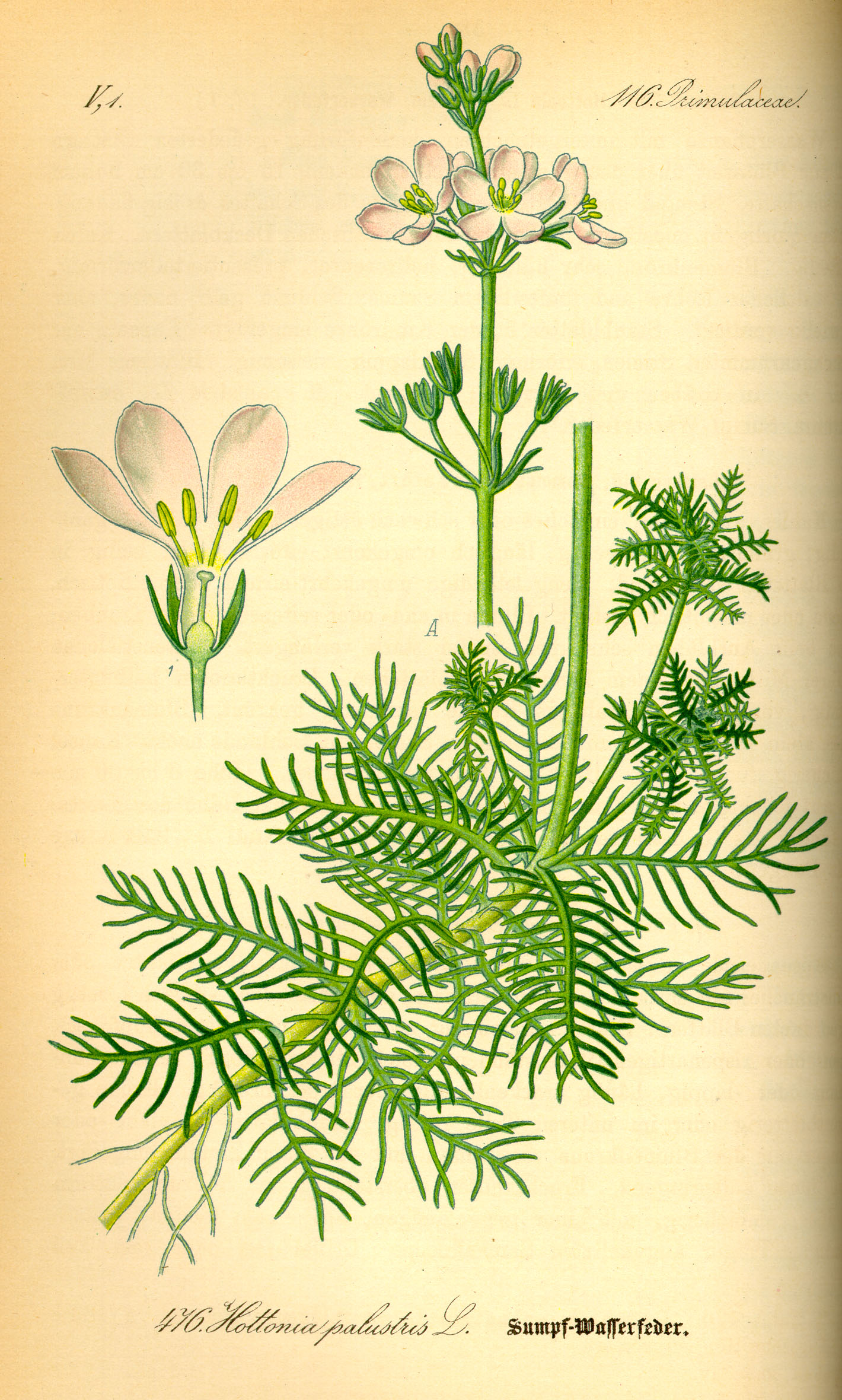
Hottonie des marais (Hottonia palustris)

- Epilobium durieui Gay Épilobe de Durieu.
- Euphorbia palustris L. Euphorbe des marais.
- Euphorbia seguieriana Necker Euphorbe de Seguier.
- Gentiana acaulis L. Gentiane acaule.
- Gentiana asclepiadea L. Gentiane asclépiade.
- Gentiana clusii Perr. et Song. Gentiane de l’écluse.
- Gentiana pneumonanthe L. Gentiane des marais.
- Geranium nodosum L. Géranium noueux.
- Geranium palustre L. Géranium des marais.
- Helianthemum apenninum (L.) Miller Hélianthème des Apennins.
- Hepatica nobilis Miller Hépatique à trois lobes.
- Hieracium scorzonerifolium Vill. Epervière à feuilles de scorsonère.
- Hornungia petraea (L.) Reichenb. Hutchinsie des pierres.
- Hottonia palustris L. Hottonie des marais.
- Hydrocotyle vulgaris L. Ecuelle d’eau.
- Hypericum richeri Vill. Millepertuis de Richer.
- Iberis intermedia Guersent Ibéris intermédiaire.
- Iberis saxatilis L. Ibéris des rochers.
- Illecebrum verticillatum L. Illecébre verticillé.
- Inula helvetica Weber Inule de Vaillant.
- Lathyrus bauhini Genty Gesse de Bauhin.
- Lathyrus heterophyllus L. Gesse à feuilles différentes.
- Lathyrus sphaericus Retz. Gesse à fruits ronds.
- Littorella uniflora (L.) Asch. Littorelle à une fleur.
- Lonicera caerulea L. Camérisier bleu.
- Ludwigia palustris (L.) Elliott Isnardie des marais.
- Myriophyllum alternifolium DC. Myriophylle à fleurs alternées.
- Nuphar × spennerana Gaudin Nénuphar intermédiaire.
- Nuphar pumila (Timm.) DC. Nénuphar nain.
- Oenanthe peucedanifolia Pollich Œnanthe à feuilles de peucédan.
- Orlaya grandiflora (L.) Hoffm. Orlaya à grandes fleurs.
- Pedicularis sylvatica L. Pédiculaire des forêts.
- Pinguicula grandiflora Lam. Grassette à grandes fleurs.
- Pinguicula reuteri Genty Grassette de Reuter.

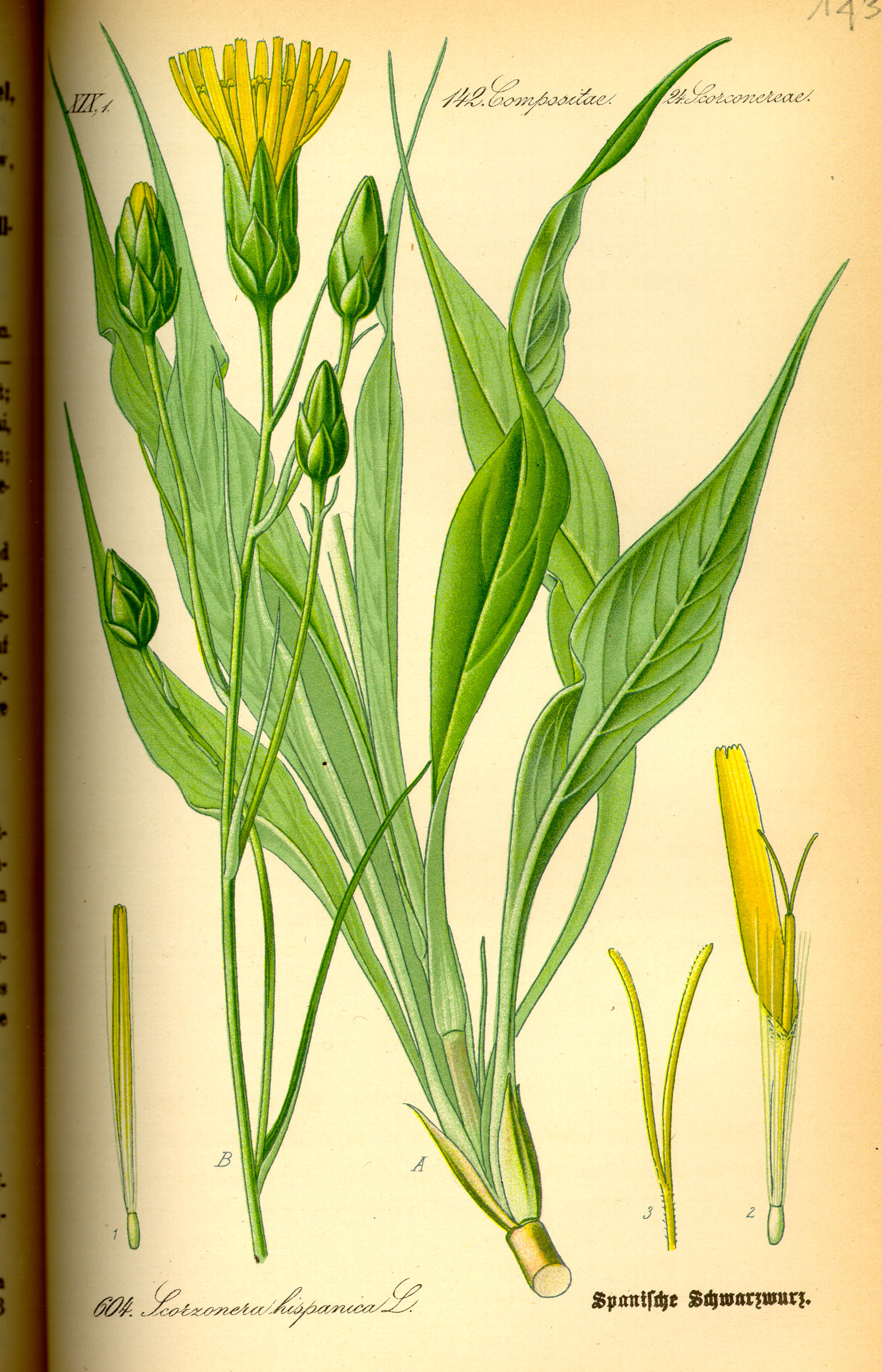
Scorsonère d'Espagne (Scorzonera hispanica)

- Pinguicula vulgaris L. Grassette vulgaire.
- Plantago serpentina All. Plantain serpentin.
- Potentilla caulescens L. Potentille à tige courte.
- Potentilla supina L. Potentille couchée.
- Pulsatilla alpina (L.) Delarbre Pulsatille des Alpes.
- Pyrola media Swartz Pyrole intermédiaire.
- Rhamnus pumilus Turra Nerprun nain.
- Saxifraga granulata L. Saxifrage granulée.
- Saxifraga sponhemica (Gmel.) Webb. Saxifrage en rosette.
- Scorzonera hispanica L. Scorsonère d’Espagne.
- Senecio helenitis (L.) Schinz et Thell. Séneçon à feuilles en spatule.
- Sison amomum L. Sison amome.
- Sisymbrium austriacum Jacq. Sisymbre d’Autriche.
- Sium latifolium L. Berle à larges feuilles.
- Stellaria palustris Retz. Stellaire des marais.
- Tanacetum corymbosum (L.) Schultz Tanaisie en corymbe.
- Telephium imperati L. Téléphium d’Impérato.
- Thalictrum simplex L. ssp. gallicum (Rouy et Fouc.) Tutin Pigamon de France.
- Thesium divaricatum Jan ex Mert. et Koch Thésium divariqué.
- Thesium linophyllon L. Thésium à feuilles de lin.
- Trifolium striatum L. Trèfle strié.
- Trinia glauca (L.) Dumort. Trinie glauque.
- Ulex minor Roth Ajonc nain.
- Utricularia intermedia Hayne Utriculaire intermédiaire.
- Utricularia ochroleuca Hartm. Utriculaire jaunâtre.
- Viola collina Besser Violette des collines.
- Viola mirabilis L. Violette étonnante.